# Amphidoma laticincta
Amphidoma laticincta is een soort in de taxonomische indeling van de Myzozoa, een stam van microscopische parasitaire dieren. Het organisme komt uit het geslacht Amphidoma en behoort tot de familie Amphidomataceae. Amphidoma laticincta werd in 1911 ontdekt door Kofoid & Swezy.